# 忍の一時
『忍の一時』（しのびのいっとき）は、DMM picturesとTROYCAによる日本のテレビアニメ。2022年10月から12月までAT-Xほかにて放送された。

## あらすじ
主人公・櫻羽一時は、毎日の習い事が多いことを除けばごく普通の中学生であり、サービスエリアの社長を務める母・弓香と共に平穏に暮らしていた。無愛想に付き纏う幼馴染の紅雪に辟易しながらも、毎日が光り輝く日常であると思い込んでいた。だが中学の後輩・椿里美から愛の告白をされたことで彼の運命は変わる。里美は一時を色仕掛けで惑わせてから殺そうとし、刺客が続々と現れる。母の同僚に助けられた一時は、母から自身が第19代伊賀忍者正当後継者であること、忍者世界の掌握を企む甲賀の里から狙われていることを告げられた。生き残るためには一時も忍者にならなければならないと言われた一時は、戸惑いながらも忍の世界に足を踏み入れることになる。

## 登場人物
櫻羽 一時（）
声 - 逢坂良太
本作の主人公。普通の生活を送っていたが、とある日に伊賀忍者第19代正当後継者であることを知り、同時に命を狙われていることも知る。
母からは「逃げても良い」と言われたが母を1人に出来ないと覚悟を決めて、忍者になる為に黒点忍術学園に通うことになる。母親が死んだことで19代目を襲名する。
後日談では電車で、会社勤めをしている描写がある。
加賀 時貞（）
声 - 小西克幸
伊賀忍者。一時の叔父。普段は伊賀サービスエリアで働いている。店員としてはあまり優秀ではないが、忍者としては最強クラスで「修羅の時貞」と呼ばれている。
後日談では、影から旧伊賀の里や「安忍」を助けていることが語られる。
紅雪（）
声 - 白石晴香
伊賀忍者の少女。一時の幼馴染で、彼を陰から守り続けていた。
寡黙で常にマスクで顔の下半分を隠していることもあり、一時からは警戒され距離を置かれている。彼女の方もクールに接しているが一時の為に命を掛け、気絶した一時に膝枕をしたり、忍術学園の入学試験に苦戦する一時に助言して彼を支えている。
後日談ではマスクを外し、育ての母である弓香の墓参りをする。
黄瀬川 輝麗（）
声 - 悠木碧
一時と同じ忍術学園に通う少女。長い髪をサイドテールで纏めている風魔忍者。本来は優しい心根の少女だったが、幼少期から風魔の存続のため人を信じるなと他人を利用し裏切ることばかりを親より仕込まれてきており、学園に来たころには風魔の流儀にかなり染まっていた。一時に近づいたのも甲賀のスパイとして。だが一時のまっすぐな心根に触れる内に揺らぎ始める。
後日談では女優になっている。皆に「嘘」をついていると公言している、一時と同じくらいの身長があり、横を向くと胸が目立たない、水着回でも一人だけ体を隠すなど謎が依然として残る。
鈴ノ音 涼子（）
声 - 関根瞳
同じく忍術学園に通う少女。忍具や爆弾を作る雑賀衆忍者。人当たりのいい人物で、甲賀との一件で学園にて敬遠される一時に対しても当初から優しく、すぐに仲良くなった。雑賀の工場が甲賀の手の者に放火され、伊賀の一時の家に一時的に住み込むことになる。焼けた家には地下があり、そこで製作をすることも。
後日談では父の義手を造り、共に忍具開発に従事している。
伴 朱雀（）
声 - 坂泰斗
一時達の学年の現在の首席で、学園に通う甲賀忍者のリーダー的存在。鬼神丸の信奉者で、彼を殺したのは伊賀忍者という情報を頭から信じ切っており、一時に激しい殺意を抱いて妨害を仕掛けてくる。
後日談では甲賀頭首となっている。
高嶺 火村（）
声 - 八代拓
同じく甲賀忍者。最大勢力の甲賀出身ということを鼻にかけており、他の里の忍者を見下している。粗暴な態度が目に付く人物で、特に伊賀を敵視しており甲賀の生徒として直接的な暴力に訴えてくる勢力の中心。短絡思考の持ち主。
櫻羽 弓香（）
声 - 井上喜久子
一時の母。普通の女性だったが伊賀忍者17代目頭首だった夫の死後、まだ幼い息子に代わって18代目頭首になった。
普段は伊賀サービスエリアの店長をしており、一時を本人が気付かない内に忍者として鍛えていた。
森山 光蔵
声 - 田中完
弓香の部下のベテラン伊賀忍者。サービスエリアでも彼女を支えている。
柘植 礼羽
声 - 進藤尚美
伊賀忍者。森山と並ぶ弓香の腹心で、彼女の秘書的な存在。夫も伊賀忍者だったが任務中に事故に遭い病院で機械がないと息ができない状態になった。だがそのことを弓香は「耐えろ」としか言ってくれなかったということを根に持っていて、夫の治療を条件に伊賀を裏切り、紅雪の洗脳が解ける前に弓香の殺害に及んだ。

伴 鳳扇
声 - てらそままさき
甲賀忍者の幹部。株式会社・甲賀ホールティングスの営業部長で朱雀の父親。里の未来を案じ冷静に行動しているが、心中では伊賀忍者に対して激しい敵意を持っている。伊賀を攻める事に積極的な朱雀に「鬼神丸様はそんなことは望んでいない。」と一言をかけるほど鬼神丸を慕っていた。伊賀攻めを反対したため鬼道に殺害された。
高嶺 焔毘
声 - 間宮康弘
甲賀忍者の幹部。血気盛んな過激派で、頭首を殺したのは伊賀忍者と信じ切っている。憎悪から一時の命をひいては伊賀壊滅を積極的に狙う。伊賀への全面戦争の準備を整え、開戦の狼煙を上げた。
椿 里美
声 - 富田美憂
一時の中学の後輩。彼に告白するが、実は甲賀の女忍者で焔毘の部下。主の命令で一時の命を狙う。
2話で忍術学園の編入試験の最中に一時を殺そうとするが、彼の機転で阻止される。その後は安忍に捕縛されるが、牢獄で謎の死を遂げる。
美濃部 鬼神丸
声 - 鈴村健一
伊賀に暗殺されたとされる甲賀忍者頭首。天才忍者として知られていた。融和路線を掲げており、全ての忍者が必要なくなる世界を目指していた。彼の死が物語の起点だが、その死には不審な点があまりに多く真相は未だ不明。甲賀より犯人とされている伊賀にはそもそも動機がなく、それどころか先代伊賀当主は鬼神丸と同じ志を持っていた。一族にも秘匿されているとしか思えない状況で遺体が甲賀の研究所に保管されており、新しい忍具の研究に用いられている。
10話で侵略行為を画策していた鬼道を諭したことで、伊賀の裏切り者である礼羽か鬼道が開発していた機械忍者に殺されたと推測できる。
美濃部 鬼道
声 - 津田健次郎
甲賀忍者頭首代行。伊賀忍者に殺されたとされる弟・鬼神丸の跡を継ぎ、大企業体でもある甲賀を纏め上げている。
冷静沈着に振る舞うが、痛みには痛みを持って返すと考える苛烈な思想の持ち主。一方で伊賀より圧倒的に勝る甲賀の組織力に自信を持っており、表向きには事を荒立てないように努めて暗躍している。何らかの企みを持って全国各地の様々な忍びの里に侵略の手を伸ばしており、安忍にすらすでにその手が掛かっている。
忍者の家系に生まれながら、病弱であったため、任務も碌にせず育ち、優秀な弟と自分との差に劣等感を抱えていた。
上月 汐音
声 - 高田憂希
国家安全忍術案件対策部、通称「安忍」の新人女性刑事。異動という形で隊長に任命される。
五所川原 隼人
声 - 前野智昭
安忍第一部隊隊長。汐音の上司。四角い眼鏡で部下に対しても敬語で話す。鬼神丸の死に何らかの疑いを持っているようで、忍びの世界の安定のため真相を探っている。忍者大会議の席で突然唐獅子が提出してきた鬼道丸の暗殺映像記録に不信を抱き、それを調査していた際何かに気付くが、背後から唐獅子に襲われかなりの重傷を負わされる。甲賀の火葬場に遺体が運ばれていたため唐獅子に殺害されたとみられる。
唐獅子 玄二
声 - 松風雅也
安忍第二部隊隊長。既に甲賀に取り込まれており、鬼神丸の死の調査をする五所川原を背後から襲った。第一部隊により捕縛される。
児雷坊 十全
声 - 麦人
学園の学園長。饅頭が大好物でたらふく食べる。五所川原が亡くなった後、臨時で安忍長を務めた。
三ツ橋 小南
声 - 森なな子
学園の教師。
太宰 蔵人
声 - 乃村健次
陸奥『黒脛巾組』の頭。左目に黒い眼帯をしている。
二ノ曲忌助
声 - 堀内賢雄
相模『北条流風魔党』の頭。スキンヘッドで住職の姿をしている。忍びは外道こそが生きる道とかつての戦国時代の思考を色濃く信奉しており、その信念に従って幼少期から輝麗を厳しく教育してきた。
佐村河内曼陀羅
声 - 貫井柚佳・大地葉
駿河『無極量情流』の頭。おへそ丸出しの燕尾服でショートパンツにハイヒールと、腋の下を露出したバニーガールの二人。
望月八千代
声 - 仲村かおり
甲斐『武田流歩き巫女・三ツ者』の頭。巫女のなりをした媼。
仁科・アマデウス・義仲
声 - 前田弘喜
信濃『戸隠流』の頭。ボルドーの上下スーツ。顎がとがった西洋人っぽい風貌。
猿夜
声 - 野川雅史
出羽『上杉流』の頭。髪を逆立て頭頂部に膨らませている。黒い着物に白足袋。
IBORO
声 - 興津和幸
出雲『鉢屋衆』の頭。黒のジャケットに黒いストレートチップの紐革靴に、ノーネクタイで灰色のシャツ・スリムパンツ。
弁慶無双
声 - 相馬康一
嬉野『裏タイ捨』の頭。武蔵坊弁慶に似た姿。
香取左門
声 - 大地葉（兼役）
備前『備前流』の頭。緑の羽織を着ている。

## スタッフ
- 企画原案 - DMM pictures[3]、TROYCA[3]
- 監督 - 渡部周[3]
- シリーズ構成・脚本 - 高野水登[3]
- キャラクターデザイン - 鈴木勇[3]
- メインアニメーター - 奥田淳[1]
- プロップデザイン - 江間一隆[1]
- 美術監督 - 岩瀬栄治[1]
- 美術設定 - 高橋麻穂[1]
- 色彩設計 - 篠原真理子[1]
- CGディレクター - 井口光隆[1]
- 撮影監督 - 加藤友宜[1]
- 編集 - 右山章太[1]
- 音響監督 - 明田川仁[1]
- 音響効果 - 和田俊也
- 音楽 - TOMISIRO（フランス語版）[1]
- 音楽プロデューサー - 酒井康平
- 音楽制作 - DMM music[1]
- プロデューサー - 高篠秀一、藤野麻耶、佐藤史子、大東歩、曹聡、喜本孝
- 制作プロデューサー - 長野敏之
- アニメーション制作 - TROYCA[3]
- 製作 - 忍の一時製作委員会[1]

## 主題歌
「光」
ハンブレッダーズによるオープニングテーマ。作詞はムツムロアキラ、作曲・編曲はハンブレッダーズ。
「おぼえたて」
黒子首によるエンディングテーマ。作詞・作曲は堀胃あげは、編曲は黒子首と共編曲として伊藤翼と江渡大悟。

## 各話リスト
| 話数     | サブタイトル     | 絵コンテ     | 演出            | 作画監督                                                                                | 総作画監督                | 初放送日       |
| -------- | ---------------- | ------------ | --------------- | --------------------------------------------------------------------------------------- | ------------------------- | -------------- |
| 第壱話   | 青天の霹靂       | 渡部周       | 渡部周          | 鈴木勇                                                                                  | -                         | 2022年 10月4日 |
| 第弐話   | 慈悲なき選択     | 渡部周       | 羽迫凱          | 池田浩章 加藤里香 黒田直寿 西田光洋 花村千尋                                            | 鈴木勇                    | 10月11日       |
| 第参話   | 合縁奇縁         | 高橋順       | 高橋順          | 池田浩章 加藤里香 合田浩章 西田光洋 村山未菜美 諸石美雪 In.T.Su Kang.D.H Won.E.S Jo.W.H | 鈴木勇 合田浩章 Kang.D.H  | 10月18日       |
| 第肆話   | 作り手と使い手   | 吉田英俊     | 木村佳嗣        | 鈴木政彦 和田伸一 宮田奈保美                                                            | 鈴木勇                    | 10月25日       |
| 第伍話   | 痛みの連鎖       | 吉田英俊     | 林宏樹          | 奥田淳                                                                                  | -                         | 11月1日        |
| 第陸話   | 影とぬくもり     | 五反孝幸     | 佐々木真哉      | 金弼康 酒井KEI 服部憲知 韓承熙 朴馬江 薛智秀 Lee Hyeonjeong 李熙周                      | 鈴木勇                    | 11月8日        |
| 第漆話   | 正義はどこにある | 高橋順       | 佐沼ケン        | 池田結姫 古徳真美 藤崎真吾                                                              | 鈴木勇                    | 11月15日       |
| 第㭭話   | 黄昏は嵐を伴って | 吉田英俊     | 高橋順 馬川奈央 | Kim Jungwoo Park Songwha Park Yunok Lee Byungsuk Cho Enkyung                            | 鈴木勇 Kim San Park Yunok | 11月22日       |
| 第玖話   | 暁が照らすもの   | 日下部智津子 | 中野友貴        | 佐伯直実 森下愛美                                                                       | 日下部智津子              | 11月29日       |
| 第拾話   | 奪われた者たち   | 吉田英俊     | 三宅寛治        | 首藤武夫 セブンシーズ 福永智子 Calvin Zhong Frank Lee Sem1automatick                    | 鈴木勇                    | 12月6日        |
| 第拾壱話 | 悔いなき道を     | あおきえい   | 羽迫凱          | 池田浩章 加藤里香 黒田直寿 小西紗希 丸岡功治 森下智恵 諸石美雪                          | 奥田淳                    | 12月13日       |
| 第拾弐話 | 忍の一時         | 渡部周       | 渡部周 馬川奈央 | 鈴木勇                                                                                  | -                         | 12月20日       |

## 放送局
| 放送期間                       | 放送時間                     | 放送局    | 対象地域   | 備考                                 |
| ------------------------------ | ---------------------------- | --------- | ---------- | ------------------------------------ |
| 2022年10月4日 - 12月20日       | 火曜 20:00 - 20:30           | AT-X      | 日本全域   | CS放送 / 字幕放送 / リピート放送あり |
|                                | 火曜 23:00 - 23:30           | TOKYO MX  | 東京都     |                                      |
| 2022年10月7日 - 12月23日       | 金曜 23:30 - 土曜 0:00       | BS朝日    | 日本全域   | BS/BS4K放送 / 『アニメA』枠          |
| 2022年10月23日 - 2023年1月22日 | 日曜 3:12 - 3:40（土曜深夜） | CBCテレビ | 中京広域圏 |                                      |

インターネットではFODにて地上波放送に合わせて配信。

## BD
| 巻  | 発売日        | 収録話         | 規格品番  |
| --- | ------------- | -------------- | --------- |
| BOX | 2023年2月22日 | 第1話 - 第12話 | DMPXA-298 |